# Кюлмааллика
Кю́лмаа́ллика (эст. Külmaallika, «Холодный родник») — деревня на севере Эстонии в  волости Куусалу, уезд Харьюмаа.

## География и описание
Расположена в 26 километрах к востоку от Таллина. Высота над уровнем моря — 51 метр. 
Официальный язык — эстонский. Почтовый индекс — 74634.

## Население
По данным переписи населения 2021 года, в Кюлмааллика  проживали 4 человека, все — эстонцы.
Численность населения деревни Кюлмааллика по данным переписей населения:
| Год  | 2000 | 2011 | 2021 |
| ---- | ---- | ---- | ---- |
| Чел. | 6    | ↘ 4  | → 4  |

## История
В письменных источниках 1693 года упоминаются Küllma Hallicka, Küllma Hallikas, 1834 года — Külma-Allika, 1850 года — Külmaalliko, 1936 года — Külmaalliku.
На картах конца XVII века обозначена как граница между тремя мызами: Анния (Ания), Кида (Кийу) и Румм (Румму); там же виден родник, по которому, вероятно, деревня и получила своё название. 
На военно-топографических картах Российской империи (1866–1867 годы), в состав которой входила Эстляндская губерния, деревня обозначена  как Кюлмааллика.
Как деревня, где было только несколько хуторов, представлена только со второй половины XIX века, к концу столетия в деревне было 3 хутора. В списках населённых пунктов была ещё в 1930-х годах, затем исчезла, восстановлена в 1997 году.

## Комментарии
1. ↑  Эстонские топонимы, оканчивающиеся на -а, не склоняются и не имеют женского рода (исключение — Нарва)[8].